# Mia Tyler
Mia Tyler (født d. 22. december 1978 i Hanover, New Hampshire) er en amerikansk model og datter af Aerosmith-forsanger Steven Tyler og skuespiller Cyrinda Foxe. Hendes halvsøster er skuespilleren Liv Tyler, der bl.a. har medvirket i Ringenes Herre som Arwen. Mia Tyler er gift med trommeslageren David Buckner fra Papa Roach.